# Osztrák építészek listája
Ez a lista az osztrák építészet legismertebb képviselőit tartalmazza betűrendes névsorban.
| Ábécé szerinti tartalomjegyzék                      |
| --------------------------------------------------- |
| A B C D E F G H I J K L M N O P Q R S T U V W X Y Z |

## A
- Abraham, Raimund (1933)
- Achleitner, Friedrich (1930)
- Aichinger, Hermann (1885–1962)
- Alexander, Christopher (1936–2022)
- Allio, Donate Felice d’ (1677–1761)
- Asisi, Yadegar (1955)

## B
- Balzarek, Mauriz (1872–1945)
- Baumann, Franz (1892–1974)
- Baumann, Ludwig (1853–1936)
- Baumgartner, Franz (1876–1946)
- Baumschlager, Carlo (1956)
- Beduzzi, Antonio (1675–1735)
- Beer, Franz (1660–1726)
- Beer, Johann Michael (1696–1780)
- Beer, Michael (1605 k. – 1666)
- Berger, Artur (1892–1981)
- Blau, Luigi (1945)
- Boltenstern, Erich (1896–1991)
- Boog, Carlo von (1854–1905)
- Braun, Willibald (1882–1969)
- Briggs, Ella (1880–1977)
- Brunner, Karl Heinrich (1887–1960)
- Buchwieser, Bruno (1883–1960)
- Bügelmayer, Bernhard (1955)

## C
- Canevale, Isidore (1730–1786)
- Ceconi, Jakob (1857–1922)
- Ceconi, Karl (1884–1946)
- Ceconi, Valentin (1827–1888)
- Czech, Hermann (1936)

## D
- Danreiter, Franz Anton (1695–1760)
- Deininger, Wunibald (1879–1963)
- Dirnhuber, Karl (1889–?)
- Discher, Camillo Fritz (1884–1976)
- Dittrich, Ernst (1868–1948)
- Domenig, Günther (1934)
- Dorfmeister, Karl (1876–1955)

## E
- Eberle, Dietmar (1952)
- Egli, Ernst (1893–1974)
- Ehn, Karl (1884–1959)
- Epstein, Ernst (1881–1938)

## F
- Max Fabiani (szlovén-olasz-osztrák 1865-1962)
- Fischer von Erlach, Johann Bernhard (1656–1723)
- Förster, Ludwig (1797–1863)

## G
- Gerl Ignác (1734–1798)
- Gerl Mátyás (1712-1765)
- Gruen, Victor (1903-1980)
- Gumpp, Georg Anton (1682–1754)

## H
- Hildebrandt, Johann Lukas von (1668–1745)
- Hillebrandt, Franz Anton (1719–1797)
- Hoffmann, Joseph (1870–1956)
- Hollein, Hans (1934-2014)
- Hundertwasser, Friedensreich (1928–2000)

## K
- Carl Gangolf Kayser (1837–1895) (wd)
- August Kirstein (1856 - 1939)

## L
- Loos, Adolf (1870–1933)
- Ludwig Schöne (1845-1935)

## N
- Neutra, Richard (1892–1970)
- Neumann, Franz(wd) (1844-1905)

## O
- Olbrich, Josef Maria (1867–1908)

## P
- Pacassi, Nikolaus Franz Leonhard (1716–1790)
- Peichl, Gustav (1928)
- Pilgram, Franz Anton (1699–1761)
- Prandtauer, Jakob (1660 - 1726)

## S
- Schmidt, Friedrich von (1825–1891)

## W
- Wagner, Otto Koloman (1841–1918)